# Ranunculo-Juncetum bulbosi
Zespół jaskra leżącego i situ drobnego (Ranunculo-Juncetum bulbosi) – syntakson słodkowodnych helofitów w randze w randze zespołu budowany głównie przez jaskier leżący i podwodną formę situ drobnego. Należy do klasy zespołów roślinności zmiennowodnej Littorelletea uniflorae.

## Charakterystyka
Zbiorowisko występujące w strefie ziemno-wodnej – litoralu płytkich, okresowo wysychających zbiorników oligotroficznych (np. spuszczanych stawów hodowlanych) i podmokłych misach deflacyjnych, czasem również na zboczach litoralu jezior eutroficznych. Podłoże piaszczyste o łagodnie nachylonych zboczach. Często w strefie przybrzeżnej jezior lobeliowych.
Charakterystyczna kombinacja gatunków
ChAss. : sit drobny (Juncus bulbosus).
DAss. : wąkrota zwyczajna (Hydrocotyle vulgaris).
ChAll. : lobelia jeziorna (Lobelia dortmanna).
ChCl. : sit drobny (Juncus bulbosus), brzeżyca jednokwiatowa (Littorella uniflora), elisma wodna (Luronium natans), wywłócznik skrętoległy (Myriophyllum alterniflorum), rdestnica podługowata (Potamogeton polygonifolius), jaskier leżący (Ranunculus reptans), jeżogłówka pokrewna (Sparganium angustifolium).
Występowanie
Zbiorowisko subatlantyckie. W Polsce głównie na zachodzie.

## Zagrożenia i ochrona
Zespół, wraz z zespołami podobnymi, na potrzeby ochrony obszarów Natura 2000 oznaczony jako podtyp siedliska przyrodniczego nr 3130 (brzegi lub osuszane dna zbiorników wodnych ze zbiorowiskami z  Littorelletea, Isoëto–Nanojuncetea) – 3130-1 (roślinność mezotroficznych zbiorników wodnych należąca do związków Lobelion, Hydrocotylo-Baldenion i Eleocharition acicularis). Może podlegać też ochronie na siedliskach przyrodniczych 2190 – wilgotne zagłębienia międzywydmowe oraz 3110 – jeziora lobeliowe.